# 이후원
이후원(李厚源, 1598년~1660년)은 조선의 문신이다. 본관은 전주(全州)이며, 자는 사심(士深), 호는 오재(迂齋), 시호는 충정(忠貞)이다. 조선 제4대 임금인 세종대왕의 다섯째 아들 광평대군(廣平大君)의 7대손이며 군수 이욱(李郁)의 아들이며 어머니는 정욱의 딸 장수황씨이다. 인조 때 문과에 급제하여 사헌부 지평과 사헌부 장령을 지냈다. 병자호란 때 화의를 반대하였고 장악원에 보관되어 있던 《악학궤범》을 인쇄하여 여러 사고에 나누어 간직하게 하였다. 이후 동부승지, 우부승지, 좌부승지, 우승지, 좌승지, 대사간, 도승지, 대사헌, 대사성, 이조참판 등을 지냈다. 효종이 즉위하자 북벌계획에 참가하여 전함 200여 척을 준비하였고 그 후 대사헌, 공조판서, 형조판서, 예조판서, 호조판서, 이조판서, 좌참찬 등을 거쳐서 우의정이 되어 송준길, 송시열 등의 인재를 등용시켰다.

## 묘소
- 완남부원군 이후원 묘역 - 서울특별시 기념물 제29호

## 참고 문헌
- 이 문서에는 다음커뮤니케이션(현 카카오)에서 GFDL 또는 CC-SA 라이선스로 배포한 글로벌 세계대백과사전의 내용을 기초로 작성된 글이 포함되어 있습니다.